# Euzonus otagoensis
Euzonus otagoensis är en ringmaskart som beskrevs av Probert 1976. Euzonus otagoensis ingår i släktet Euzonus och familjen Opheliidae.
Artens utbredningsområde är havet kring Nya Zeeland. Inga underarter finns listade i Catalogue of Life.